# Spjutkastning för herrar i friidrott vid olympiska sommarspelen 1992
Spjutkastning för herrar vid olympiska sommarspelen 1992 i Barcelona avgjordes 7-8 augusti. 

## Medaljörer
| Gren          | Guld                          | Guld    | Silver               | Silver  | Brons                          | Brons   |
| Spjutkastning | Jan Železný · Tjeckoslovakien | 89,66 m | Seppo Räty · Finland | 86,60 m | Steve Backley · Storbritannien | 83,38 m |

## Resultat

### Kval

#### Grupp A
| Placering | Totalt | Idrottare             | Försök | Försök | Försök | Längd   |
| Placering | Totalt | Idrottare             | 1      | 2      | 3      | Längd   |
| --------- | ------ | --------------------- | ------ | ------ | ------ | ------- |
| 1         | 1      | Jan Železný (TCH)     | 83.96  | —      | —      | 83.96 m |
| 2         | 2      | Tom Pukstys (USA)     | 74.30  | 81.16  | —      | 81.16 m |
| 3         | 4      | Gavin Lovegrove (NZL) | 76.28  | X      | 81.04  | 81.04 m |
| 4         | 9      | Juha Laukkanen (FIN)  | X      | 77.14  | 79.78  | 79.78 m |
| 5         | 10     | Mick Hill (GBR)       | 76.30  | 76.76  | 79.66  | 79.66 m |
| 6         | 11     | Siggi Einarsson (ISL) | 76.06  | 77.02  | 79.50  | 79.50 m |
| 7         | 13     | Viktor Zaitsev (EUN)  | 75.24  | X      | 79.12  | 79.12 m |
| 8         | 16     | Patrik Bodén (SWE)    | 75.78  | X      | 77.70  | 77.70 m |
| 9         | 17     | Ivan Mustapić (CRO)   | 75.66  | 77.50  | X      | 77.50 m |
| 10        | 20     | Julián Sotelo (ESP)   | X      | 75.34  | 72.98  | 75.34 m |
| 11        | 21     | Brian Crouser (USA)   | 71.42  | 74.98  | X      | 74.98 m |
| 12        | 25     | Zhang Lianbiao (CHN)  | 70.84  | 73.86  | 73.68  | 73.86 m |
| 13        | 26     | Nigel Bevan (GBR)     | X      | 73.78  | X      | 72.78 m |
| 14        | 27     | Terry McHugh (IRL)    | 70.76  | 73.26  | 71.64  | 73.26 m |
| 15        | 29     | Stephen Feraday (CAN) | 70.94  | X      | X      | 70.94 m |
| 16        | 31     | Ahmed Nesaif (BRN)    | 55.24  | 53.80  | 52.30  | 55.24 m |

#### Grupp B
| Placering | Totalt | Idrottare                | Försök | Försök | Försök | Längd   |
| Placering | Totalt | Idrottare                | 1      | 2      | 3      | Längd   |
| --------- | ------ | ------------------------ | ------ | ------ | ------ | ------- |
| 1         | 3      | Volker Hadwich (GER)     | 81.10  | —      | —      | 81.10 m |
| 2         | 5      | Steve Backley (GBR)      | 79.36  | 80.76  | —      | 80.76 m |
| 3         | 6      | Seppo Räty (FIN)         | 78.96  | 80.24  | —      | 80.24 m |
| 4         | 7      | Andrej Sjevtjuk (EUN)    | 80.22  | —      | —      | 80.22 m |
| 5         | 7      | Kimmo Kinnunen (FIN)     | 80.22  | —      | —      | 80.22 m |
| 6         | 12     | Michael Barnett (USA)    | 77.08  | 79.14  | 75.34  | 79.14 m |
| 7         | 14     | Einar Vilhjálmsson (ISL) | 76.18  | 76.82  | 78.70  | 78.70 m |
| 8         | 15     | Dag Wennlund (SWE)       | 76.28  | 77.70  | 77.88  | 77.88 m |
| 9         | 18     | Dmitrij Poljunin (EUN)   | X      | 75.70  | 76.40  | 76.40 m |
| 10        | 19     | Mārcis Štrobinders (LAT) | 73.76  | X      | 76.32  | 76.32 m |
| 11        | 22     | Peter Borglund (SWE)     | 71.38  | 74.72  | 72.70  | 74.72 m |
| 12        | 23     | Masami Yoshida (JPN)     | 71.66  | 73.68  | 73.88  | 72.88 m |
| 13        | 24     | Vadim Bavikim (ISR)      | 73.88  | X      | 73.24  | 73.88 m |
| 14        | 28     | Kim Ki-Hoon (KOR)        | 72.68  | 69.30  | 68.26  | 72.68 m |
| 15        | 30     | Nery Kennedy (PAR)       | 65.00  | 55.10  | 59.34  | 65.00 m |
| —         | 2      | Ghanim Mabrouk (KUW)     | X      | X      | X      | NM      |

### Final
| Placering | Idrottare                | Försök | Försök | Försök | Försök | Försök | Försök | Längd   | Noteringar |
| Placering | Idrottare                | 1      | 2      | 3      | 4      | 5      | 6      | Längd   | Noteringar |
| --------- | ------------------------ | ------ | ------ | ------ | ------ | ------ | ------ | ------- | ---------- |
| 1         | Jan Železný (TCH)        | 89.66  | X      | X      | 88.18  | 86.28  | X      | 89.66 m | OR         |
| 2         | Seppo Räty (FIN)         | 78.50  | 86.60  | 81.44  | 83.22  | X      | X      | 86.60 m |            |
| 3         | Steve Backley (GBR)      | 82.44  | 82.02  | 79.46  | 83.38  | 78.32  | 79.86  | 83.38 m |            |
| 4         | Kimmo Kinnunen (FIN)     | X      | 82.62  | X      | X      | X      | X      | 82.62 m |            |
| 5         | Sigurður Einarsson (ISL) | 79.52  | 75.02  | 77.96  | X      | X      | 80.34  | 80.34 m |            |
| 6         | Juha Laukkanen (FIN)     | 77.44  | X      | 74.56  | 76.92  | 79.20  | 78.46  | 79.20 m |            |
| 7         | Michael Barnett (USA)    | 78.64  | 78.58  | X      | 77.70  | 74.12  | X      | 78.64 m |            |
| 8         | Andrej Sjevtjuk (EUN)    | 77.00  | X      | 77.74  | X      | X      | 73.42  | 77.74 m |            |
|           |                          |        |        |        |        |        |        |         |            |
| 9         | Gavin Lovegrove (NZL)    | 74.46  | 77.08  | 76.78  |        |        |        | 77.08 m |            |
| 10        | Tom Pukstys (USA)        | 76.72  | X      | 72.12  |        |        |        | 76.72 m |            |
| 11        | Mick Hill (GBR)          | 75.50  | X      | 72.02  |        |        |        | 75.50 m |            |
| 12        | Volker Hadwich (GER)     | 75.28  | 72.98  | 70.12  |        |        |        | 75.28 m |            |